# 157
157（一百五十七）是156與158之間的自然數。

## 在數學中
- 第37個質數。前一個為151、下一個為163。
  - 非正規質數
  - 畢達哥拉斯質數
  - 陳質數
  - 反質數
  - 此數字雖然是自然質數，但不是高斯質數。前一個有此性質的自然質數是149、下一個是173。（OEIS數列A002313）

其第一象限之高斯質數的整数分解為{\displaystyle \left(11+6i\right)\times \left(11-6i\right)}。
- 第96個無平方數因數的數。前一個為155、下一個為158。
- 第70個十进制的等數位數。前一個為155、下一個為158。